# 발터 크루핀스키
발터 크루핀스키(독일어: Walter Krupinski, 1920년 11월 11일 - 2000년 10월 7일)은 독일의 공군 군인이다. 제2차 세계대전 때 1,100회 출격하여 적기 197기를 격추시킨 에이스 전투조종사이다. 메서슈미트 Me 262 제트기를 처음 타본 비행사 중 하나였다. 2차대전 종전 이후에는 독일 연방방위군 공군에서 복무하여 중장까지 승진했다.

## 제2차 세계대전
크루핀스키는 1939년 9월에 루프트바페에 입대했다. 1939년 11월부터 1940년 10월 사이에 기본적 훈련을 받고 이후 전투기 학교에서 훈련받았다. 당시 전투기 학교는 제1차 세계대전 에이스 전투조종사였던 에두아르트 폰 슐라이히 기사가 지휘하고 있었다. 훈련을 받으면서 한스요아힘 마르세이, 발터 노보트니, 파울 갈란트(아돌프 갈란트의 동생)를 알게 되었다. 1941년 2월 크루핀스키는 제52전투비행단(JG 52)에 배속되었고, 당시 JG 52 비행단장은 루돌프 레슈였다.

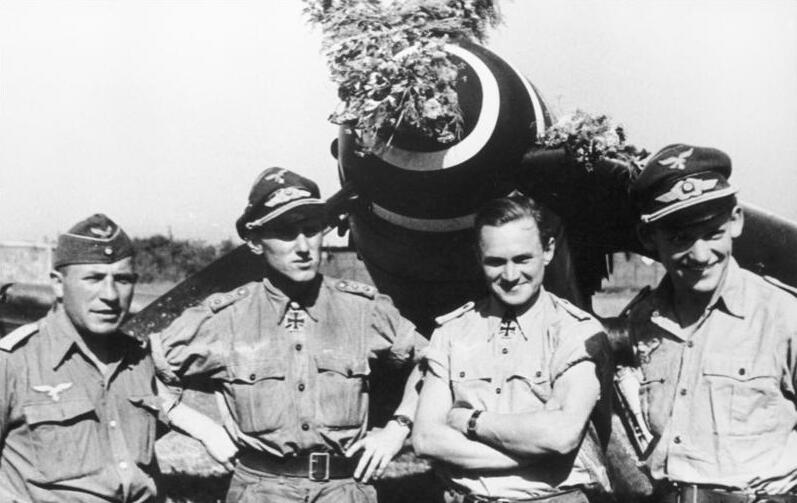
귄터 랄이 200회 격추를 달성한 이후 찍은 기념사진. 오른쪽에서 두 번째가 발터 크루핀스키.

크루핀스키는 바르바로사 작전 초기에 첫 공중전 승리를 거두었다. 1941년 12월까지 7건의 공중전 승리를 거두었고 1942년 8월이 되면 50건의 승리를 거두어 독일십자장 금장을 수훈받았다. 이후 6건의 승리를 더 거두어 기사십자 철십자장을 받았다. 1943년 3월, 크루핀스키는 제7비행중대 중대장이 되었다. 1943년 8월 18일 100번째 공중전 승리를 거두었으며, 독일 공군 전체에서 51번째 적기 100기 격추수 달성자였다. 174번째 적기를 격추하고 곡엽 기사십자 철십자장을 받았다. 크루핀스키는 에리히 하르트만과 함께 베르그호프 총통본부에서 훈장 수훈식에 참여했다.
적기 177기를 격추한 뒤 크루핀스키는 동부전선에서 독일 본토로 재배치되었고, 제5전투비행단 아이즈미어(JG 5) 제1비행중대 중대장으로 임명되었다. 1944년 5월 대위로 승진하면서 제11전투비행단 제2비행집단(II. JG 11) 비행집단장으로 임명되었다. 1944년 6월 연합군이 프랑스에 상륙하자 크루핀스키의 II. JG 11은 노르망디로 이동하여 육군에 대한 근접항공지원 임무를 수행했다. 크루핀스키는 연합군 항공기 10기를 격추한 뒤 8월 12일 격추당해 화상을 입었다. 9월 제26전투비행단 슐라게터 제3비행집단(III. JG 26) 비행집단장이 되었다. 1945년 3월 에이스 전투조종사만 모은 특별 정예뿌대 제44전투단에 배속되어 메서슈미트 Me 262 제트기를 사용하면서 1945년 4월 16일과 26일에 각각 1건씩 2건의 공중전 승리를 거두었다. 크루핀스키는 1945년 5월 5일 미군에 항복했고 1945년 9월 26일 석방되었는데, 2차대전 동안의 총 격추수는 197기였다(동부전선에서 177기, 서방 연합군 20기, 출격회수 약 1,100회).

## 겔렌 조직
전 독일 국방군 장성 라인하르트 겔렌 중장은 본래 동부전선 국방군의 방첩부대인 동부외래육군(FHO)의 부대장이었는데, 1945년 말 미군을 위해 일하고 있었다. 겔렌 조직은 크루핀스키를 채용하여 소련 점령 지역에 관한 정보를 수집하도록 했고, 크루핀스키는 1953년까지 겔렌 조직에서 일했다. 이 시기의 크루핀스키의 삶에 관해서는 많은 정보가 서로 충돌하거나 또는 아예 소실되어 있다. 크루핀스키 본인도 비밀의 베일을 벗겨준 적이 거의 없었다.

## 연방방위군 공군
크루핀스키는 1952년 12월 15일 독일 연방방위부의 전신인 블랑크청(테오도어 블랑크의 이름을 땀)에 들어갔다. 1957년 소령 계급을 받고 냉전기 독일 최초의 제트 전투기 부대인 제33전폭비행단(JaBoG 33, 이후 제33전술공군비행단) 비행단장이 되었다. 1966년 준장 계급으로 미국 텍사스주의 독일 공군교육특공대(Luftwaffen-Ausbildungs-Kommando) 사령관이 되었다. 1968년 7월 제3공군사단 사단장이 되었고 1971년 NATO의 제2연합전술공군 참모장이 되었다. 1974년 공군함대 사령관으로 승진했다. 이후 루델 스캔들에 연루되어 1976년 11월 8일 중장 계급으로 조기 퇴역했다. 2000년 노르트라인베스트팔렌주 노인키르헨젤샤이트에서 사망했다.

## 참고 문헌
1. ↑  Braatz 2010, 28-29쪽.
2. ↑  Braatz 2010, 14–15쪽.
3. ↑  Obermaier 1989, 243쪽.
4. ↑  Braatz 2010, 118쪽.
5. ↑  Braatz 2010, 177–181쪽.

- Braatz, Kurt (2005). 《Gott oder ein Flugzeug - Leben und Sterben des Jagdfliegers Günther Lützow》 [God or an Airplane - Life and Death of Fighter Pilot Günther Lützow] (독일어). Moosburg, Germany: NeunundzwanzigSechs Verlag. ISBN 978-3-9807935-6-8.
- Braatz, Kurt (2010). 《Walter Krupinski - Jagdflieger, Geheimagent, General》 [Walter Krupinski - Fighter Pilot, Spy, General] (독일어). Moosburg, Germany: NeunundzwanzigSechs Verlag. ISBN 978-3-9811615-5-7.
- Forsyth, Robert (2008). 《Jagdverband 44 Squadron of Experten》. Oxford, UK: Osprey Publishing. ISBN 978-1-84603-294-3.
- Obermaier, Ernst (1989). 《Die Ritterkreuzträger der Luftwaffe Jagdflieger 1939 – 1945》 [The Knight's Cross Bearers of the Luftwaffe Fighter Force 1939 – 1945] (독일어). Mainz, Germany: Verlag Dieter Hoffmann. ISBN 978-3-87341-065-7.
- Patzwall, Klaus D.; Scherzer, Veit (2001). 《Das Deutsche Kreuz 1941 – 1945 Geschichte und Inhaber Band II》 [The German Cross 1941 – 1945 History and Recipients Volume 2] (독일어). Norderstedt, Germany: Verlag Klaus D. Patzwall. ISBN 978-3-931533-45-8.
- Patzwall, Klaus D. (2008). 《Der Ehrenpokal für besondere Leistung im Luftkrieg》 [The Honor Goblet for Outstanding Achievement in the Air War] (독일어). Norderstedt, Germany: Verlag Klaus D. Patzwall. ISBN 978-3-931533-08-3.
- Scherzer, Veit (2007). 《Die Ritterkreuzträger 1939–1945 Die Inhaber des Ritterkreuzes des Eisernen Kreuzes 1939 von Heer, Luftwaffe, Kriegsmarine, Waffen-SS, Volkssturm sowie mit Deutschland verbündeter Streitkräfte nach den Unterlagen des Bundesarchives》 [The Knight's Cross Bearers 1939–1945 The Holders of the Knight's Cross of the Iron Cross 1939 by Army, Air Force, Navy, Waffen-SS, Volkssturm and Allied Forces with Germany According to the Documents of the Federal Archives] (독일어). Jena, Germany: Scherzers Militaer-Verlag. ISBN 978-3-938845-17-2.
- Thomas, Franz (1997). 《Die Eichenlaubträger 1939–1945 Band 1: A–K》 [The Oak Leaves Bearers 1939–1945 Volume 1: A–K] (독일어). Osnabrück, Germany: Biblio-Verlag. ISBN 978-3-7648-2299-6.
- Weal, John (1999). Bf 109F/G/K Aces of the Western Front. Oxford, UK: Osprey Publishing. ISBN 1-85532-905-0.

| 전임 소령 귄터 랄 | 제5대 제11전투비행단 제2비행집단 비행집단장 1944년 5월 - 1944년 8월 | 후임 대위 카를 레온하르트 |

| 전임 대위 파울 샤우더 | 제11대 제26전투비행단 슐라게터 제3비행집단 비행집단장 1944년 9월 27일 – 1945년 3월 25일 | 후임 (없음) |

| 전임 중장 베르너 파니츠키 | 제1대 제33전술공군비행단 비행단장 1958년 10월 1일 - 1962년 12월 31일 | 후임 대령 게오르크 브로플렙스키 |

| 전임 소장 귄터 프롤 | 제3공군사단 사단장 1969년 7월 - 1972년 9월 30일 | 후임 소장 게르하르트 림베르크 |